# USS Surprise (PG-63)
USS Surprise (PG-63) je bila korveta razreda flower Vojne mornarice ZDA, ki je bila operativna med drugo svetovno vojno.

## Zgodovina
Kraljeva vojna mornarica je 24. marca 1943 predala korveto HMS Heliotrope (K03) Vojni mornarici ZDA, ki jo je 26. avgusta 1945 vrnila Združenemu kraljestvu.